# Casinaria cylindrator
Casinaria cylindrator là một loài tò vò trong họ Ichneumonidae.